# Walter Birtles
Pour les articles homonymes, voir Birtles.
Walter Birtles, né le 16 avril 1937, à Vancouver, en Colombie-Britannique, est un ancien joueur canadien de basket-ball.